# Frank-Immo Zichner

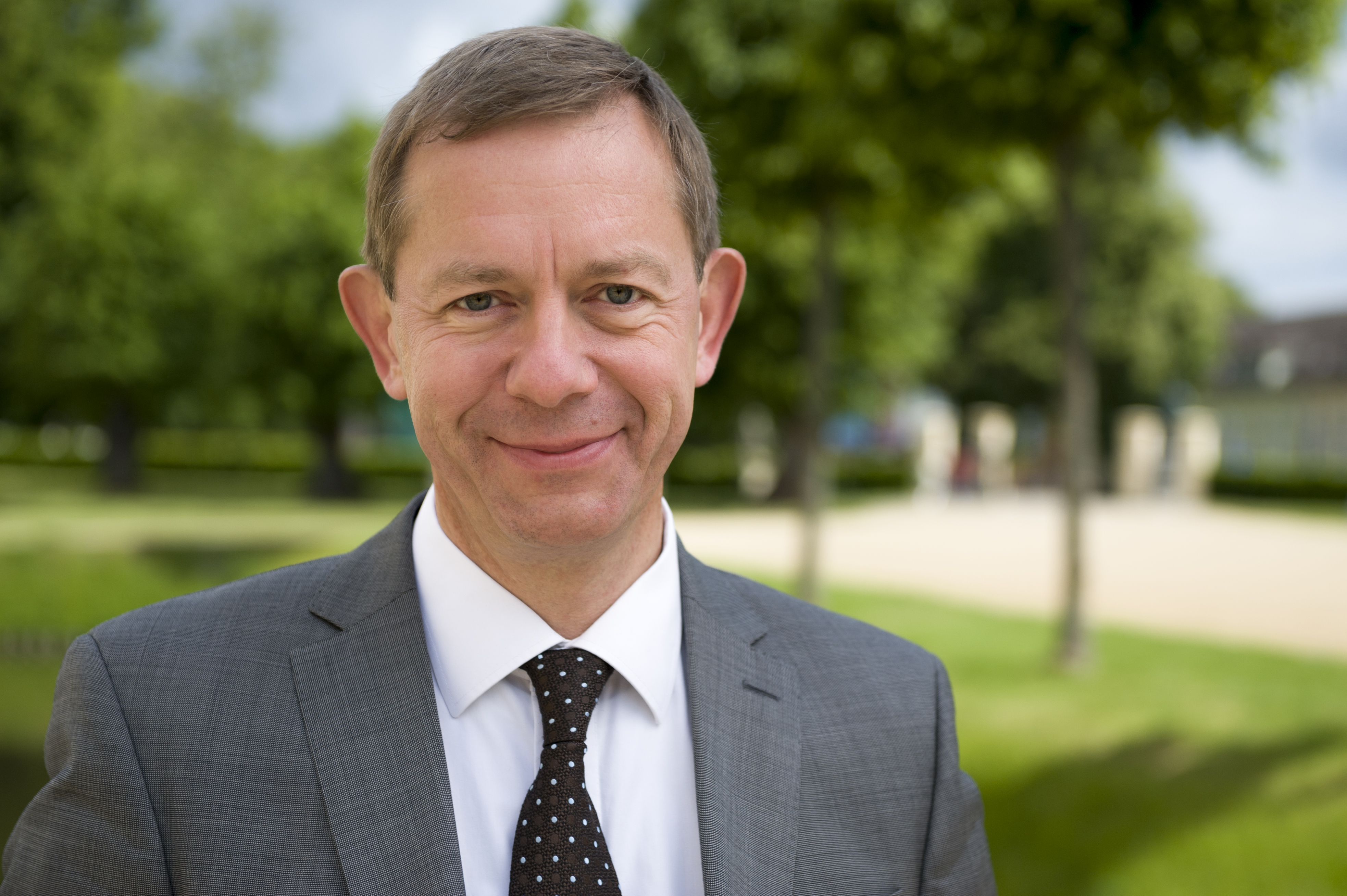

Frank-Immo Zichner (* 25. Oktober 1962 in Görlitz) ist ein deutscher Pianist. Einige seiner CD-Einspielungen erhielten Auszeichnungen wie den „Preis der Deutschen Schallplattenkritik“, den „Supersonic Award“ oder den „Diapason Découverte“.

## Leben
Zichner studierte in der Meisterklasse von Dieter Zechlin an der Hochschule für Musik „Hanns Eisler“ Berlin. Sein späterer Förderer wurde Menahem Pressler.
Frank-Immo Zichner ist Gast verschiedener internationaler Festivals, darunter den Berliner Festwochen, der Berlin Biennale, in Banff (Kanada), dem Bad Kissinger Musiksommer und dem Moskauer Herbst. Konzerte führten ihn als Pianist und Kammermusiker in über 40 Länder Europas, Skandinaviens, Südostasiens, Mittel- und Südamerikas und nach Japan.
Von 2000 bis 2013 spielte Zichner im Aperto Piano Quartett zusammen mit Gernot Süßmuth (Violine), Stefan Fehlandt (Viola) und Hans-Jakob Eschenburg (Violoncello). Seit 2017 spielen Frank Reinecke (Violine), Stefan Fehlandt (Viola) und Jonathan Weigle (Violoncello) mit Zichner im Aperto Piano Quartett. Seit 2025 spielt der Cellist Stephan Forck im Aperto Piano Quartett.
Frank-Immo Zichner unterrichtete an der Hochschule für Musik Franz Liszt Weimar, der Hochschule für Musik und Theater „Felix Mendelssohn Bartholdy“ Leipzig und der Hochschule für Musik „Hanns Eisler“ Berlin. Er ist Visiting Professor der School of Music in Bloomington (USA).
Seit 2013 ist er Dozent für Kammermusik an der Universität der Künste Berlin. Im gleichen Jahr gründete er das Kammermusikzentrum der Universität der Künste Berlin.
Mit Anthea Kreston (Violine, ehemals Artemis Quartett) und Jason Duckles (Violoncello) gründete Zichner 2018 das Trio Libermé, benannt nach dem Schloß Libermé (Eupen, Belgien), in dem das erste Konzert stattfand. 
Seit 2019 ist Frank-Immo Zichner Gastprofessor für Kammermusik an der Fryderyk-Chopin-Universität für Musik in Warschau.

## Preise und Auszeichnungen
- 1986 beim Kammermusikwettbewerb für Klaviertrio in Colmar (Frankreich).
- Für seine zahlreichen CD-Einspielungen wurde Frank-Immo Zichner mit dem Preis der Deutschen Schallplattenkritik, dem Supersonic Award (Pizzicato) und dem Diapason Découverte ausgezeichnet.

## Diskografie (Auswahl)
- Edition Refugium ER002: Schumann op. 11/Brahms Händelvariationen op. 24
- Edition Refugium ER003: Schumann op. 17/Schubert Wanderer-Fantasie
- Edition Refugium ER004: Schumann op. 73/Brahms op. 120.1/Berg op. 5 mit Ib Hausmann, Klarinette
- Edition Refugium ER005: „Wilhelm Kempff zu Ehren“, Schumann op. 82, Kempff op. 47, Beethoven op. 10.3
- Melodia RDCD-00247/00248: Beethoven, Sämtliche Werke für Klavier und Violoncello mit Marina Tarasova
- Edition Abseits EDA 008: Schönberg, Ode an Napoleon mit Roland Hermann, Vogler-Quartett, Michael Sanderling
- Dabringhaus MDG 307 0589-2: Webern, Klavierquintett op. 0 mit Leipziger Streichquartett
- Dabringhaus MDG 603 0557-2: Francaix Le Heure du Berger mit Kammervereinigung Berlin
- hrMEDIA LC 11252: Fauré, Klavierquartette mit Aperto Piano Quartett
- Naxos 8.570785/8.570786: Reger, Klavierquartette mit Aperto Piano Quartett
- Kairos 0012882KAI: Mendoza, Nebelsplitter mit Aperto Piano Quartett
- Capriccio SACD 71 112: Hartmann, Konzert für Bratsche mit Klavier mit Tatjana Masurenko, RSB Berlin, Marek Janowski
- Capriccio SACD 71 099: Casella, Tripelkonzert mit Matthias Wollong, Danjulo Ishizaka, RSB Berlin, Michael Sanderling
- Wergo WER 6559 2: Juliane Klein, Porträt-CD mit Aperto Piano Quartett, Ensemble Resonanz, Peter Rundel
- Querstand vkjk 1128: Franz Schubert, Die Violinsonaten mit Gernot Süßmuth
- Querstand vkjk 1414: Camille Saint-Saëns, Karneval der Tiere, Gabriel Fauré, Dolly-Suite op. 56, Francis Poulenc, Babar der kleine Elefant mit Anano Gokieli, Klavier, Michael Sens, Sprecher
- NCA 60252: Stravinsky, Le Sacre du Printemps, Bartók Sonate für 2 Klaviere und Schlagzeug mit Frank Gutschmidt, Klavier, Dominic Oelze und Torsten Schönfeld, Schlagzeug
- Capriccio C5197: Schulhoff, Concerto Doppio für Flöte und Klavier, 2. Klavierkonzert, mit Jaques Zoon, Flöte, Deutsches Symphonie-Orchester Berlin, Roland Kluttig, Dirigent
- CPO 7136601: Ludwig Thuille, Cellosonate op. 22, Trio für Klavier, Violine und Viola, Violinsonaten op. 1 und op. 30 mit Mark Gothoni, Violine, Ulrich Eichenauer, Viola, Peter Hörr, Violoncello
- Querstand vkjk 2111: Hugo Wolf, Italienisches Liederbuch mit Mirella Hagen, Sopran und Tobias Berndt, Bariton
- BETONT Label der UdK Berlin: Beethoven, Sämtliche Klaviertrios, Trio Libermé (Anthea Kreston, Violine, Jason Duckles, Violoncello, Frank-Immo Zichner, Klavier)